# 歐陽必進
欧阳必进（1492年—1567年），字任夫，号約庵，江西吉安府安福縣平都镇仙坛村人，明朝政治人物。

## 生平
正德八年（1513年）癸酉科江西乡试第八十名举人，十二年（1517年）中式丁丑科会试第二十名，二甲第七十一名进士。兵部观政，授礼部主事，升礼部祠祭司郎中，出为河南布政使司参议，丁忧归，服阕，起复福建左参议，嘉靖十四年（1535年）二月升福建按察司副使，调四川副使，遷广西布政使司左参政，十八年十二月升浙江右布政使，轉浙江左布政使，二十三年五月升都察院右副都御史、抚治郧阳，二十四年四月改任总督粮储兼巡抚应天，二十六年閏九月升兵部右侍郎，仍兼原职总督漕运兼巡抚凤阳，十月改任提督两广军务兼理巡抚，二十九年升南京右都御史，三十年三月升工部尚書。三十三年四月以京师城外完工，加太子少保，丁忧归。服阕，三十五年十二月起復刑部尚書，三十六年八月代替趙文華任工部尚書，十月加太子太保，三十九年九月以玉熙宫完工，加少保，四十年二月改任都察院左都御史，三月改任吏部尚書，十月因湛若水赠官一事被褫夺少保兼太子太保加銜，十一月被令致仕。隆慶元年（1567年）卒。

## 事跡
任工部尚書時，主持重修天安門、午門及太和殿、中和殿、保和殿。
任鄖陽撫治時，曾發明人力耕地機。

## 家族
曾祖歐陽汝為；祖父欧阳麟，知县；父欧阳应和。嫡母刘氏；生母刘氏。具庆下。兄欧阳必迥，弟欧阳必遂、欧阳必远、欧阳必造、欧阳必述。